# 즈엉낀군
즈엉낀군(베트남어: Quận Dương Kinh / 郡陽京)은 베트남 북부 연안 지방 하이퐁 시의 군이다.

## 행정 구역
즈엉낀군은 6개의 프엉(坊)으로 구성되어 있다.
- 안즈엉 (Anh Dũng / 英勇)
- 다푹 (Đa Phúc / 多福)
- 하이타인 (Hải Thành / 海城)
- 호아응히아 (Hòa Nghĩa / 和義)
- 헝다오 (Hưng Đạo / 興道)
- 떤타인 (Tân Thành / 新城)

## 명소
- 하이퐁 국제 전시회 센터